# Baie Abatagouche
La baie Abatagouche est un plan d'eau douce dans la partie sud-est du lac Mistassini, dans le territoire de Eeyou Istchee Baie-James (municipalité), dans la région administrative de la Nord-du-Québec, dans la province de Québec, au Canada. La partie sud de la baie est située dans le canton de Duquet.
La foresterie constitue la principale activité économique de cette zone; les activités récréotouristiques, en second. La rive est du lac Mistassini est desservie par quelques routes forestières se reliant à la route 167 (sens nord-sud) qui passe entre la rivière Témiscamie et le lac Albanel.
La surface de la baie Abatagouche est habituellement gelée de la mi-novembre à la fin avril, toutefois la circulation sécuritaire sur la glace se fait généralement du début décembre à la fin de mars. Cette anse constitue un refuge pour la navigation en cas de fort vent.

## Géographie
Les bassins versants voisins de la baie Abatagouche sont :
- côté nord: lac Mistassini, rivière Rupert, baie Radisson, rivière Wabissinane ;
- côté est: lac Albanel, rivière Chalifour, lac Rama, lac Linne, lac Budemont, lac de la Lamentation, lac Heidi;
- côté sud: baie du Poste (lac Mistassini), lac Waconichi, lac Eva, rivière Boisvert (rivière Normandin), lac Vimont;
- côté ouest: lac Sagard, rivière Pipounichouane, lac Mistassini, baie Pénicouane.

La baie Abatagouche compte 25 îles dont les plus importantes sont l'île Némékouch et l'île Kawioinanassa. Cette baie qui a une longueur de 34,3 km, est formée en longueur suivant le sens des stries de l'écorce terrestre du secteur du lac Mistassini et du lac Albanel. Elle est bordée à l'est par des zones marécageuses. Les principales caractéristiques du lac sont (sens horaire à partir de sortie):
- la presqu'île Chepatouk rattachée à la rive est, barrant la sortie de la baie Abatagouche; cette presqu'île fait face à la Pointe des Fétiches, créant une passe de 0,8 km de longueur;
- la décharge (venant de l'Est) du lac Loudon se déversant sur la rive est;
- la baie Iserkoff sur la rive est s'étirant sur 3,3 km vers du nord-est; cette baie est formée par une presqu'île de la rive est du lac, s'étirant vers le sud sur 3,1 km;
- une presqu'île en forme de crochet rattachée à la rive est s'étirant sur 2,1 km vers l'ouest, puis le nord; cette presqu'île crée une baie (côté Sud) s'étirant sur 1,1 km vers l'est; cette dernière presqu'île fait face à une autre presqu'île émanant de la rive sud, créant une passe d'une largeur de 0,4 km;
- une passe de 5,3 km relie la baie Cabistachouane laquelle est située du côté Sud-Est;
- une baie s'étirant sur 3,4 km vers le Sud, reliant la baie du Poste (lac Mistassini) qui est située du côté Sud, via une passe d'une longueur de 1,0 km;
- la rive Ouest de la baie Abatagouche est délimitée par la presqu'île Abatagouche laquelle comporte la baie Yawatagami s'étirant sur 0,7 km vers l'ouest.

L'entrée de la baie Abatagouche comporte une largeur de 0,2 km entre la presqu'île Chepatouk venant de l'est et la presqu'île Abatagouche venant du Sud. Le milieu de cette entrée est situé à:
- 22,8 km au sud-ouest du lac Albanel;
- 51,9 km au nord-est de l'embouchure du lac Mistassini (confluence avec la rivière Rupert);
- 21,6 km au nord du centre du village de Mistissini (municipalité de village cri);
- 87,8 km au nord du centre-ville de Chibougamau;
- 374 km à l'est de l'embouchure de la rivière Rupert (confluence avec la baie de Rupert à Waskaganish (municipalité de village cri))[1].

À partir de l'embouchure de la baie Abatagouche, le courant coule d'abord vers le nord  sur 59,4 km en traversant l'archipel Kasapominskat située dans la partie sud-est du lac Mistassini jusqu'à l'embouchure du lac Mistassini (située sur la rive Ouest). Finalement, le courant emprunte vers l'ouest le cours de la rivière Rupert, jusqu'à la baie de Rupert.

## Toponymie
En 1900, l'arpenteur Henry O'Sullivan note ce plan d'eau « Abatagush » sur la carte d'une route devant relier le lac Saint-Jean à la baie James. Dans un rapport d'exploration daté de 1906, il précise: « Nous nous rendîmes à la tête d'une longue pointe qui sépare la baie Abatagush de la partie centrale du lac Mistassini. » Ce toponyme est d'origine amérindienne signifiant « milieu ».
Le toponyme "Baie Abatagouche " a été officialisé le 5 décembre 1968 par la Commission de toponymie du Québec, soit à la création de cet organisme.